# Sambódromo del Marqués de Sapucaí

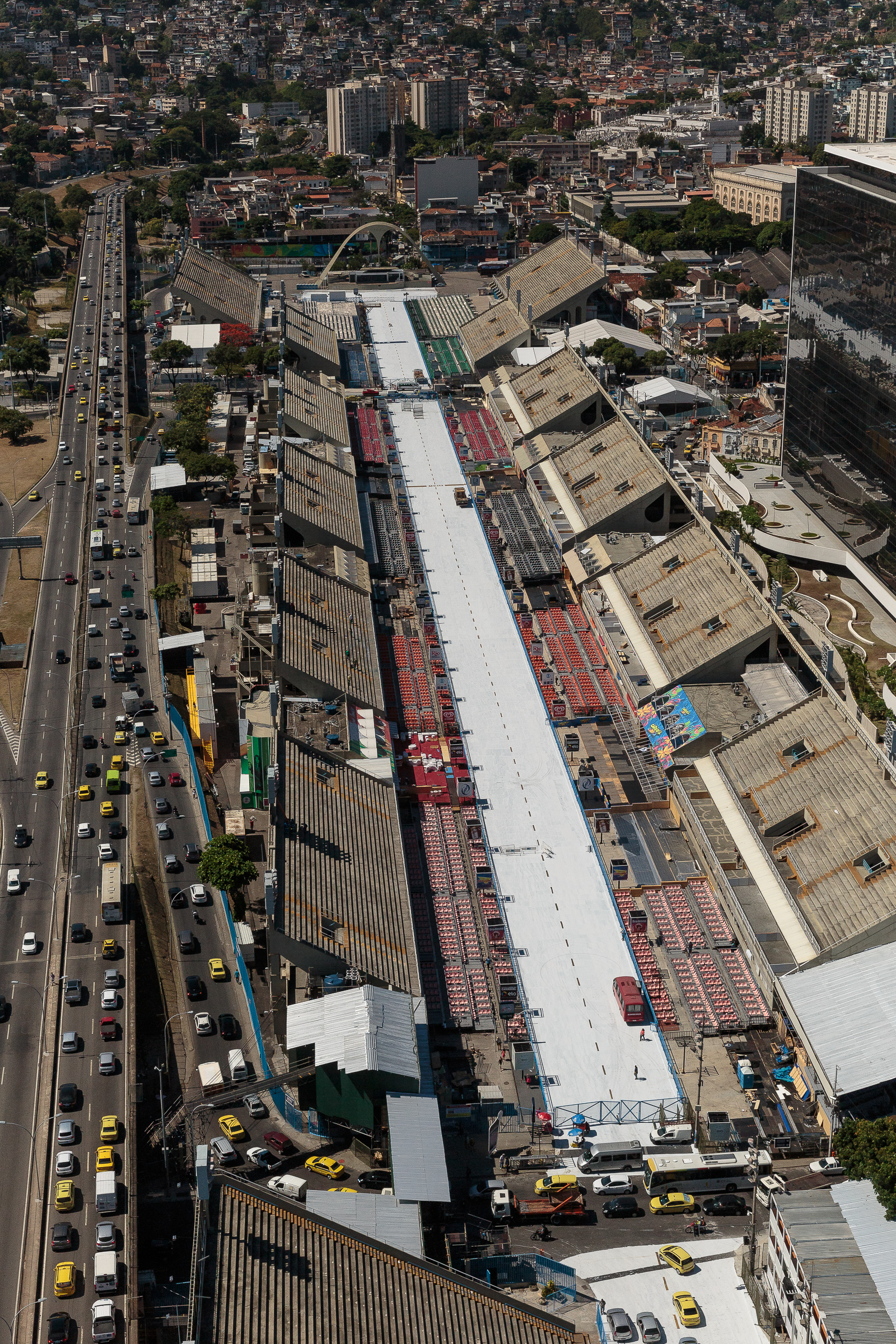

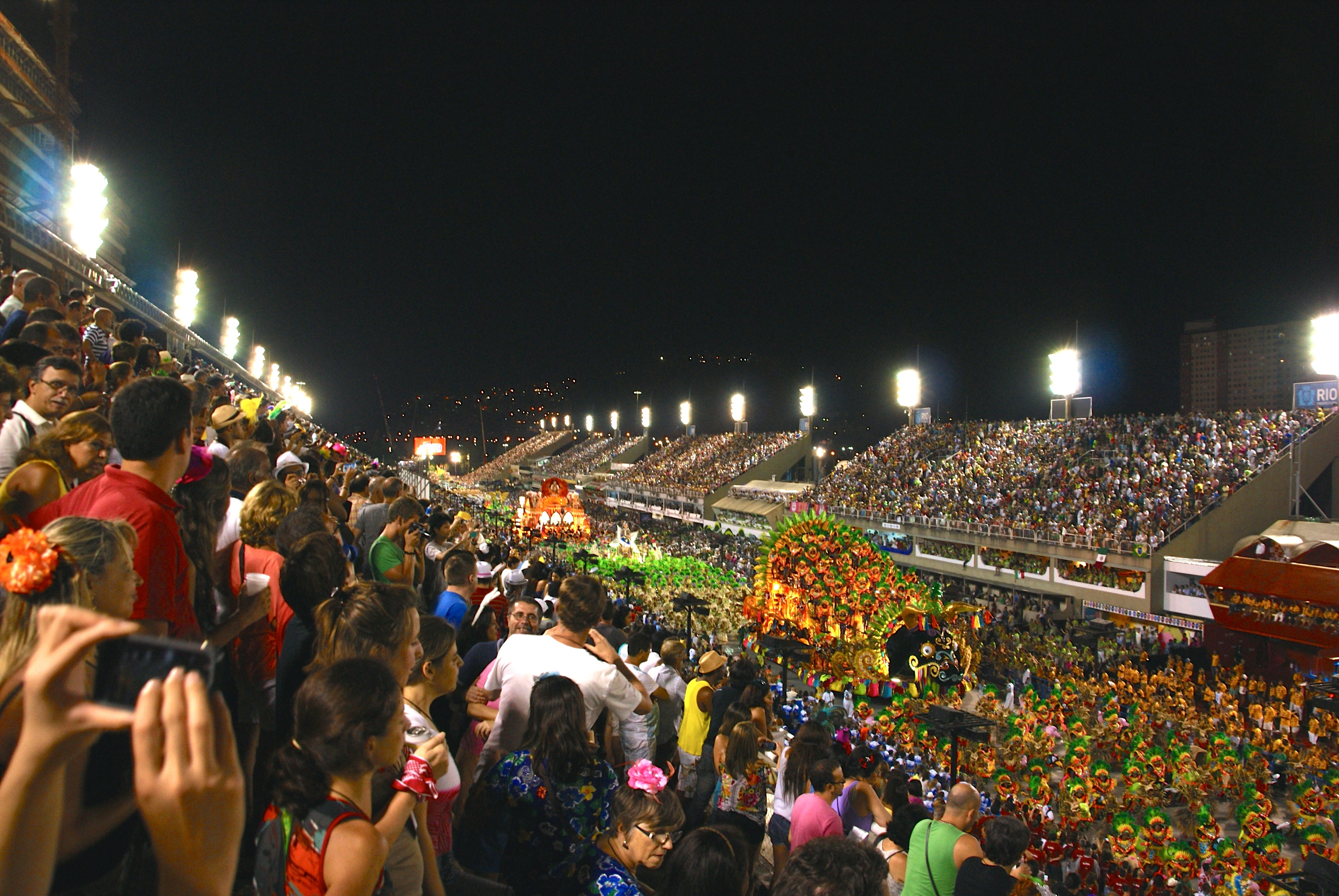
Sambodromo en la noche durante el carnaval de 2014

El Sambódromo da Marquês de Sapucaí (Passarela Professor Darcy Ribeiro, en su denominación oficial en portugués) también conocido como Sambódromo de Río de Janeiro, es un sambódromo ubicado en la zona central de la ciudad de Río de Janeiro, Brasil. Fue diseñado por el arquitecto Oscar Niemeyer e inaugurado en 1984, es el escenario del festival popular más famoso de Brasil, el Desfile de las escuelas de samba de Río de Janeiro, el cual se realiza anualmente durante la festividad del carnaval carioca. La mayor parte del complejo se ubica en el barrio Centro de la ciudad aunque su trecho final, luego de la avenida Salvador de Sá pertenece al barrio Cidade Nova.Es uno de los mayores espacios para grandes eventos al aire libre de la ciudad. Es utilizado principalmente en los desfiles del carnaval carioca. Fue construido e inaugurado durante la gestión municipal del gobernador Leonel Brizola. Dicho sambódromo posee 550 metros de largo sobre los que cada escuela desfila aproximadamente una hora y veinte minutos, con pausas de 15 minutos entre cada escuela. Está cerca de la estación Praça Onze del Metro. Desde el 2021, el Sambódromo fue declarado patrimonio cultural por el Instituto del Patrimonio Histórico y Artístico Nacional.

## Histórico
Su proyecto, de autoría del arquitecto Oscar Niemeyer, fue implantado durante el primer gobierno de Leonel Brizola como gobernador fluminense (1983-1987), buscando dotar a la ciudad de una infraestructura urbana permanente para la exhibición del tradicional espectáculo del desfile de las escuelas de samba. La obra, que duró 120 días, fue coordinada por el ingeniero José Carlos Sussekind y por el arquitecto João Otávio Brizola, segundo de los tres hijos del gobernador Leonel.
Inaugurada en 1984, con el nombre oficial de "Avenida de los Desfiles", marcó el inicio del sistema de desfiles de las escuelas de samba en dos noches, a diferencia de la costumbre anterior que era de una sola noche. Posteriormente, su nombre oficial cambió a "Pasarela de la Samba" y, finalmente, a partir del 18 de febrero de 1987, su nombre oficial pasó a ser "Pasarela Professor Darcy Ribeiro", en homenaje al principal mentor de la obra, el antropólogo Darcy Ribeiro. Esa denominación oficial se conserva hasta hoy. Popularmente, sin embargo, la obra es más conocida como "Sambódromo", que fue un término acuñado por el mismo Darcy Ribeiro a partir de la unión de la palabra "samba" con el sufijo de origen griego "dromo", que significa "lugar para correr". Su estructura, de piezas prefabricadas de concreto, mide cerca de 700 metros de longitud. Desde el inicio hasta el final de la pista de desfile, tiene 560 metros de longitud y 13 de ancho.
El Sambódromo, como espacio de espectáculo, fue analizado en tesis de doctorado donde se registra que "el desfile de carnaval en el Sambódromo es el evento carnavalesco más importante de Río de Janeiro, no sólo porque es el más difundido sino principalmente porque gradualmente se transformó en un espectáculo muy elaborado, eclipsando todos los otros eventos carnavalescos de la ciudad".
En 1984, cuando el Sambódromo fue inaugurado, la transmisión de los desfiles de las escuelas de samba, que siempre fue hecho por la Red Globo, fue realizado por la Red Manchete. Los motivos del cambio fueron varios Había muchas razones para ello, por lo que la emisora se mantuvo al margen, manteniendo su programación normal. Esta situación provocó una caída de audiencia de la Red Globo, que comenzó el domingo y se prolongó durante el lunes y el martes de Carnaval, perjudicando así la audiencia de la entonces telenovela de las ocho, Champagne. Desde entonces, la Red Globo nunca más dejó de exhibir el carnaval carioca.

### Reforma de 2011-2012
El 5 de junio del 2011, los palcos del sector 2 fueron derrumbados para dar lugar a nuevas tribunas, siguiendo el proyecto original de Oscar Niemeyer. Con la reforma, la pasarela pasó a ser casi totalmente simétrica con excepción de su primera tribuna. En la época de su construcción, en 1984, el proyecto de Niemayer tuvo que ser modificado debido a la existencia de una unidad industrial de la Cervecería Brahma en el sitio. Las nuevas tribunas fueron construidas con un costo de 30 millones de reales, totalmente pagados por Ambev, dueña de la fábrica que, como contraparte, pudo levantar la declaración de patrimonio cultural de la antigua fábrica e incluso logró obtener autorización para construir un edificio nuevo en la parte restante del terreno. La nueva pasarela, luego de las reformas, vio aumentada su capacidad de 60 mil a 72.5 mil personas y fue reinaugurada el 12 de febrero del 2012, pocos días antes del carnaval.